# Medievalística

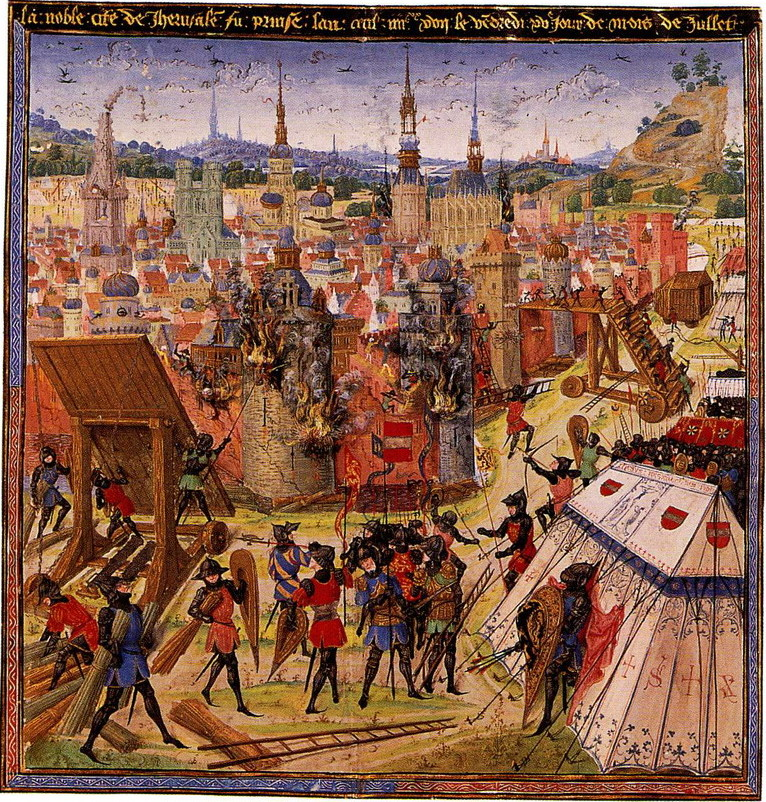
Pintura medieval do Cerco de Jerusalém pelos cruzados em 1099; data não especificada (provavelmente entre o século XIV e XV); ilustração provavelmente de, Passages d'outremer …

A medievalística ou estudos medievais é uma disciplina acadêmica que estuda a Idade Média europeia (em latim: medium aevum). Ela é subcategorizada em especializações interdisciplinares em várias áreas como história, arqueologia, literatura e artes.

## Desenvolvimento institucional
O termo "medievalística" ou, mais comumente, "estudos medievais" começou a ser adotado pelos acadêmicos nas primeiras décadas do século XX, inicialmente em títulos de livros como Ten Medieval Studies (1906), de G.G. Coulton, para enfatizar uma maior abordagem interdisciplinar de um tema histórico. Nas universidades americanas e europeias, o termo proporcionou uma identidade coerente a centros compostos por acadêmicos de uma variedade de disciplinas, incluindo arqueologia, história da arte, arquitetura, história, literatura e linguística. O Instituto de Estudos Medievais do St. Michael's College da Universidade de Toronto tornou-se o primeiro centro deste tipo em 1929; e agora se chama Pontifício Instituto de Estudos Medievais e faz parte da Universidade de Toronto. Logo foi seguido pelo Instituto Medieval da Universidade de Notre Dame em Indiana, que foi fundado em 1946, mas cujas raízes remontam ao estabelecimento de um Programa de Estudos Medievais em 1933. Tal como acontece com muitos dos primeiros programas em instituições católicas romanas, esse programa tirou a sua força do renascimento da filosofia escolástica medieval por estudiosos como Étienne Gilson e Jacques Maritain, que fizeram visitas regulares à universidade nas décadas de 1930 e 1940.
Estas instituições foram precedidas no Reino Unido, em 1927, pelo estabelecimento do idiossincrático Departamento de Anglo-Saxão, Nórdico e Céltico, na Universidade de Cambridge. Embora anglo-saxónico, nórdico e celta estivesse limitado geograficamente (às Ilhas Britânicas e à Escandinávia) e cronologicamente (principalmente ao início da Idade Média), esse departamento de pesquisa promoveu a interdisciplinaridade característica dos Estudos Medievais e muitos dos seus egressos estiveram envolvidos no desenvolvimento posterior dos Programas de Estudos Medievais em outras partes do Reino Unido.
Com a expansão universitária no final da década de 1960 e início da década de 1970 incentivando a cooperação interdisciplinar, centros semelhantes foram estabelecidos na Inglaterra na Universidade de Reading (1965), na Universidade de Leeds (1967) e na Universidade de Iorque (1968), e nos Estados Unidos na Universidade Fordham (1971). Uma onda mais recente de fundações, talvez ajudada pelo aumento do interesse em temas e aspectos medievais associadas ao neomedievalismo, inclui centros de estudos no King's College de Londres (1988), na Universidade de Bristol (1994), na Universidade de Sydney (1997). e Universidade de Bangor (2005).
Os estudos medievais são impulsionados por uma série de conferências internacionais anuais que reúnem milhares de medievalistas profissionais, incluindo o Congresso Internacional de Estudos Medievais, em Kalamazoo, MI, EUA, e o Congresso Medieval Internacional na Universidade de Leeds. Há uma série de periódicos dedicados aos estudos medievais, incluindo: Mediaevalia, Comitatus, Viator, Traditio, Medieval Worlds, Journal of Medieval History, Journal of Medieval Military History, e Speculum, um órgão da Academia Medieval da América fundado em 1925 e com sede em Cambridge (Massachusetts). Outra parte da infra-estrutura do campo é a Bibliografia Medieval Internacional.

## Desenvolvimento historiográfico
O termo "Idade Média" começou a ser comum na escrita de história em língua inglesa no início do século XIX. A publicação do livro A Visão do Estado da Europa Durante a Idade Média, de Henry Hallam, de 1818, foi vista como um fator chave na popularização do termo, juntamente com as Palestras sobre Arquitetura de Ruskin, em 1853. O termo medievalista foi, correspondentemente, cunhado pelos falantes de inglês em meados do século XIX.
Os estudos europeus sobre o passado medieval foram caracterizados no século XIX e no início do século XX pelo nacionalismo romântico, à medida que os estados-nação emergentes procuravam legitimar novas formações políticas alegando que estavam enraizadas num passado distante. O exemplo mais importante deste uso da Idade Média foi a construção de nação de que resultou a unificação da Alemanha. As narrativas que se apresentavam, traziam as nações da Europa como modernizadoras através da construção, mas também do desenvolvimento e da sua herança medieval, e foram também facetas importantes que sustentaram as justificações do colonialismo e do imperialismo europeus durante a era do Neoimperialismo. Os estudiosos da era medieval nos Estados Unidos também usaram estes conceitos para justificar a sua expansão para oeste através do continente norte-americano. Estas ligações colonialistas e imperialistas significaram que os estudos medievais durante os séculos XIX e XX desempenharam um papel na emergência do supremacismo branco.
No entanto, o início do século XX também viu novas abordagens associadas ao surgimento das ciências sociais, como a história econômica e a antropologia, sintetizadas pela influente Escola dos Annales. Em lugar do que os Annalistes chamavam de histoire événementielle, este trabalho favoreceu o estudo de grandes questões através de longos períodos. 
Na sequência da Segunda Guerra Mundial, o papel do medievalismo no nacionalismo europeu levou a uma grande diminuição do entusiasmo pelos estudos medievais dentro da academia - embora as implantações nacionalistas da Idade Média ainda existissem e permanecessem poderosas. A proporção de medievalistas nos departamentos de história e línguas caiu, incentivando os pesquisadores a colaborarem entre diferentes departamentos; o financiamento estatal e o apoio universitário à arqueologia expandiram-se, trazendo novas evidências, mas também novos métodos, perspectivas disciplinares e questões de investigação; e o apelo da interdisciplinaridade cresceu. Assim, os estudos medievais afastaram-se cada vez mais da produção de histórias nacionais, em direção a mosaicos mais complexos de abordagens regionais que funcionavam no sentido de um âmbito europeu, em parte correlacionados com a europeização do pós-guerra. Um exemplo do apogeu deste processo foi o grande projeto da Fundação Europeia para a Ciência, chamado A Transformação do Mundo Romano, que decorreu de 1993 a 1998. 
No meio deste processo, a partir da década de 1980, os estudos medievais responderam cada vez mais às agendas intelectuais definidas pela teoria crítica e pelos estudos culturais, com o empirismo e a filologia sendo desafiados ou aproveitados por tópicos como a história do corpo.
No século XXI, a globalização levou a argumentos de que a europeização do pós-guerra havia traçado uma fronteira muito estreita em torno dos estudos medievais, desta vez nas fronteiras da Europa, com a Península Ibérica muçulmana a oeste e os cristãos ortodoxos na extremidade leste visto na historiografia da Europa Ocidental como tendo uma relevância ambivalente para os estudos medievais. Assim, uma série de medievalistas começaram a trabalhar na escrita de histórias globais da Idade Média - enquanto, no entanto, navegavam pelo risco de impor terminologias e agendas eurocêntricas ao resto do mundo.  Em 2020, esse movimento estava sendo caracterizado como a 'virada global' nos Estudos Medievais. Da mesma forma, o Center for Medieval and Renaissance Studies da UCLA, fundado em 1963, mudou seu nome em 2021 para Center for Early Global Studies da UCLA.

## Centros de estudos medievais
Existem muitos centros de estudos medievais, geralmente como parte de uma universidade ou outro centro de pesquisa e ensino. As organizações desses órgãos incluem a Fédération Internationale des Instituts d'Etudes Médiévales (FIDEM) (fundada em 1987) e a Cooperativa para o Avanço da Pesquisa através da Rede Europeia Medieval (CARMEN). Alguns desses notáveis centros incluem:
- Centro de Estudos Medievais, Bangor na Universidade de Bangor (site oficial)
- Centro de Estudos Medievais de Bergen na Universidade de Bergen (site oficial)
- Centro de Estudos Medievais de Bristol na Universidade de Bristol (site oficial)
- Departamento de Estudos Medievais, CEU da Universidade Central Europeia (Site oficial) [38]
- Groupe d'Anthropologie Historique de l'Occident Médiéval na École des hautes études en sciences sociales</link> (Site oficial)
- Centro de Estudos Medievais, Exeter na Universidade de Exeter (site oficial)
- Centro de Estudos Medievais, Fordham na Fordham University (site oficial)
- Centro de Estudos Medievais de Freiburg na Universidade de Freiburg (site oficial)
- Centro de Estudos Antigos e Medievais Tardios, ou CLAMS, no King's College London (site oficial)
- Instituto de Estudos Medievais de Leeds na Universidade de Leeds (site oficial)
- Centro de Estudos Medievais e Renascentistas de Liverpool da Universidade de Liverpool (site oficial)
- CMRS Center for Early Global Studies, da Universidade da Califórnia, Los Angeles (site oficial)
- Centre d'Études médiévales de Montpellier ou Centro de Estudos Medievais da Universidade de Montpellier (Site oficial)
- Centro de Estudos Medievais, Minnesota, na Universidade de Minnesota (site oficial)
- Instituto Medieval, Notre Dame da Universidade de Notre Dame (Site oficial)
- Laboratoire de médiévistique occidentale de Paris ou Laboratório de Paris para Estudos Medievais Ocidentais da Universidade Panthéon-Sorbonne (Site oficial)
- Centro de Estudos Medievais da Pensilvânia na Universidade Estadual da Pensilvânia (site oficial)
- Centro de Estudos Avançados em Civilização Medieval da Universidade de Poitiers (Site oficial)
- Centro de Estudos Medievais de Praga, na Universidade Charles de Praga e na Academia Tcheca de Ciências (site oficial)
- Graduate Centre for Medieval Studies da Universidade de Reading (site oficial)
- Instituto de Estudos Medievais de Lisboa da Universidade Nova de Lisboa (Site oficial)
- Institut für Realienkunde des Mittelalters und der frühen Neuzeit na Paris Lodron Universität Salzburg (site oficial)
- Centro de Cultura Medieval e Renascentista da Universidade de Southampton (Site oficial)
- Centro de Estudos Medievais de Sydney na Universidade de Sydney (site oficial)
- Centro de Estudos Medievais de Toronto na Universidade de Toronto (site oficial)
- Pontifício Instituto de Estudos Medievais da Universidade de Toronto (Site oficial)
- Centro de Estudos Medievais de Utrecht da Universidade de Utrecht (site oficial)
- Centro de Estudos Medievais de York na Universidade de York (site oficial)
- Instituto Medieval da Western Michigan University (site oficial)
- Centro de Estudos Medievais e Bizantinos da Universidade Católica da América (site oficial)
- Centre d'études médiévales, Montréal à l' Université de Montréal (site oficial)
- Centro de Pesquisa de História Medieval do Trinity College, Dublin (site oficial)
- Centro de Estudos Medievais e Modernos de Turku da Universidade de Turku (site oficial)
- Centro de Estudos Medievais da Universidade de Tallinn (site oficial)
- Centro de Estudos Medievais da Universidade de Bucareste (Site oficial)

### Guias de biblioteca para estudos medievais
- «Medieval & Byzantine Studies». Library Guides. USA: University of Chicago
- «Medieval Studies». Topic Guides. USA: Center for Research Libraries
- FIDEM
- Carmen: The Worldwide Medieval Network